# Superman (comic book)
Pour les articles homonymes, voir Superman (homonymie).
Superman est une bande dessinée américaine proposant les aventures du super-héros Superman de l'éditeur DC Comics. Superman a commencé sa carrière dans une bande dessinée regroupant plusieurs histoires, Action Comics #1 en juin 1938. Le héros s'avéra si populaire que l'éditeur lui offrit son propre titre. La première bande dessinée dédiée à un super-héros sort le 18 mai 1939 sous le titre de Superman. Entre 1986 et 2006, elle fut renommée The Adventures of Superman tandis qu'une nouvelle série utilise le titre Superman. En mai 2006, elle reprend le titre d'origine ainsi que l'ancienne numérotation. Le titre fut annulé au numéro #714 en 2011, et fut relancé avec un numéro #1 le mois suivant. Il prit fin en 2016. Une quatrième série fut éditée en juin 2016 et prit fin en avril 2018. Une cinquième série sera lancée en juillet 2018.

### Séries
- Superman Vol. 1, #714, Juin 1939 – Septembre 1986 ; repris en Juin 2006 – Octobre 2011
- Superman Vol. 2, #228, 1987-2006
- Superman Vol. 3, #52, 2011-2016
- Superman Vol. 4, #45, 2016-2018
- Superman Vol. 5, #1, 2018-en cours

### Éditions françaises

#### Volume 1
- Superman: Adieu, Kryptonite (Superman Kryptonite Never More!) : contient Superman 1 #233-238, 240-242, Urban Comics, 2016
- Superman : 1958-1959 : contient Action Comics #241-247 + Superman 1 #122-126, Archives D.C., Panini, 2006
- Superman : 1959 : contient Action Comics #248-254 + Superman 1 #127-131, Archives D.C., Panini, 2007
- Superman: à terre : contient Superman 1 #700-703, 705, 707-711, 713-714, Collection DC Classiques, Urban Comics, 2013

#### Volume 2
- Superman: Pour Demain (Superman: For Tomorrow) : contient Superman 2 #204 à 209 + For Tomorrow #1-2, Urban Comics, 2013
- La Mort de Superman 1 : Un Monde sans Superman (Death of Superman) : contient Superman 2 #73-77, Urban Comics, 2013
- La Mort de Superman 2 : Le Règne des Supermen (Death of Superman) : contient Superman 2 #78-85, Urban Comics, 2013

#### Volume 3
- L'Homme de demain 1 : Ulysse (The Men of Tomorrow) : contient Superman 3 #32 à 40, Urban Comics, 2015
- L'Homme de demain 2 : Révélations (The Men of Tomorrow) : contient Superman 3 #41 à 47, Urban Comics, 2016

#### Volume 4
- 1. Le Fils de Superman (The Son of Superman) : contient Superman 4 #1-6 + Rebirth, Urban Comics, 2017
- 2. Au nom du père (Trials of the Super Son) : contient Superman 4 #7-13, Urban Comics, 2017
- 3. Mes doubles et moi (Multiplicity) : contient Superman 4 #14-17 + annual #1, Urban Comics, 2018